# Polsko na Letních olympijských hrách 2008
Polsko na Letních olympijských hrách 2008 v Pekingu reprezentovalo 257 sportovců, z toho 156 mužů a 101 žen. Nejmladším účastníkem byla plavkyně Karolina Szczepaniak (16 let, 2 dny), nejstarší pak jezdec na koních Artur Społowicz (44 let, 304 dnů) . Reprezentanti vybojovali 10 medailí, z toho 3 zlaté, 6 stříbrných a 1 bronzovou.

## Medailisté
| Medaile | Jméno                                                              | Sport                | Disciplína                   |
| ------- | ------------------------------------------------------------------ | -------------------- | ---------------------------- |
| Zlato   | Tomasz Majewski                                                    | atletika             | Muži vrh koulí               |
| Zlato   | Konrad Wasielewski Marek Kolbowicz Michał Jeliński Adam Korol      | veslování            | muži párová čtyřka           |
| Zlato   | Leszek Blanik                                                      | sportovní gymnastika | muži přeskok                 |
| Stříbro | Tomasz Motyka Adam Wiercioch Radoslaw Zawrotniak Robert Andrzejuk  | šerm                 | družstvo mužů - kord         |
| Stříbro | Lukasz Pawlowski Bartlomiej Pawelczak Milosz Bernatajtys Paul Rand | veslování            | muži čtyřka bez kormidelníka |
| Stříbro | Szymon Kołecki                                                     | vzpírání             | Muži do 94 kg                |
| Stříbro | Piotr Małachowski                                                  | atletika             | Muži hod diskem              |
| Stříbro | Maja Włoszczowska                                                  | cyklistika           | horská kola - cross country  |
| Stříbro | Aneta Konieczná Beata Mikołajczyková                               | kanoistika           | ženy K2 500 metrů            |
| Bronz   | Agnieszka Wieszczek                                                | zápas                | ženy volný styl do 72 kg     |